# Уинчелл, Эйприл
Эйприл Те́рри Уи́нчелл (англ. April Terri Winchell; род. 4 января 1960, Нью-Йорк, Нью-Йорк) — американская актриса кино и озвучивания, радиоведущая и радиокомментатор. Она дочь актёра озвучивания и комедианта Пола Уинчелла от актрисы Нины Рассел.

## Актёрская карьера

### Озвучка
Уинчелл озвучила множество телевизионных анимационных сериалов, такие как Кто подставил кролика Роджера (Герман), Царь горы, Финес и Ферб, Ким Пять-с-плюсом, Переменка (Злюка Финстер), Команда Гуфи (Пег Пит), Мышиный дом и Клуб Микки Мауса (Кларабель Кау), Пиппер Энн (Лидия Пирсон), Легенда о Тарзане (Терк), 101 Далматинец (Стервелла ДеВилль), Коты быстрого реагирования (Молли Мэндж) и С приветом по планетам (Сильвия).

### Театр
Она исполнила роль Адо Энни в возрожденной Columbia Artists постановке «Оклахома!», а также сыграла вместе с Кевином Спейси в мюзикле «Цыганка». Кроме того, Уинчелл выступила сценаристкой и исполнительницей роли Шейлы Сэндс в своем шоу в голливудском театре Roxy, которое собирало аншлаги. Шоу было спродюсировано Лили Томлин и Джейн Вагнер, которые открыли её в Cafe Largo. Уинчелл вновь сыграла эту роль, чтобы выступить на разогреве у Брэда Гарретта в MGM Grand в Лас-Вегасе в 2013 году.
Она также часто выступала в качестве приглашенного гостя на театральную версию мюзикла «What’s My Line» в театре Acme Comedy Theatre в Голливуде.

## Радио и реклама
Помимо её многочисленных вкладов в радиорекламу в качестве режиссёра, сценариста и исполнителя, Уинчелл также вела ток-шоу на радиостанции KFI в Лос-Анджелесе. Эта программа выходного дня выходила в эфир в течение трех лет и имела самый быстрый рост аудитории за всю историю станции. После окончания этой программы в ноябре 2002 года она появлялась на полурегулярной основе в программе Ask Mr. KABC на KABC, AM-станции также в Лос-Анджелесе, пока шоу не закончилось в феврале 2007 года.
В 2005 году Уинчелл подписала контракт с американским платным телеканалом HBO на разработку и ведение шоу на Sirius Satellite Radio. Однако 3 мая 2006 года на своем официальном сайте она объявила, что переговоры между HBO и Sirius зашли в тупик, из-за чего её программа оказалась в подвешенном состоянии.
16 марта 2007 года она вернулась к полурегулярным выступлениям на радиошоу The Marc «Mr. K» Germain Show на KTLK (AM) (новое шоу, ведущим которого был бывший Mr. KABC) и появлялась дважды в месяц. В марте Уинчелл была пожизненно отстранена от KABC (AM) в Лос-Анджелесе по просьбе радиоведущего ABC Билла О’Рейли за пересказ инцидента, который она окрестила «Croissantgate» (KABC предоставила Биллу О’Рейли круассаны, которые были недостаточно свежими для его вкуса, что вызвало переполох на станции).
В 1992 году Уинчелл и её тогдашний муж Мик Куисел основали Radio Savant Productions, компанию по производству радиорекламы. С тех пор Уинчелл получила множество наград, включая Cannes, Clio, The $100,000 Mercury Award и The International Grand Andy (присуждаемую Ассоциацией независимых коммерческих продюсеров) — это был единственный раз, когда Andy была вручена за радио. Уинчелл также более 20 лет занималась радио- и телерекламой для курортов Big Bear Mountain Resorts, отмеченной наградами.